# 科尔利耶
科尔利耶（法語：Corlier，法語發音：[kɔʁlje]）是法国东部安省的一个市镇，属于贝莱区。

## 地理
科尔利耶（46°1'49"N, 5°29'57"E）面积5.45 平方千米，位于法国奥弗涅-罗讷-阿尔卑斯大区安省，该省份为法国东部省份，北起汝拉省，西北接索恩-卢瓦尔省，西接罗讷省和里昂大都会，南至伊泽尔省，东与萨瓦省、上萨瓦省和瑞士接壤。
与科尔利耶接壤的市镇（或旧市镇、城区）包括：阿朗、布瓦约-圣热罗姆、塞尔东、伊兹纳沃、尼沃莱蒙格里丰。

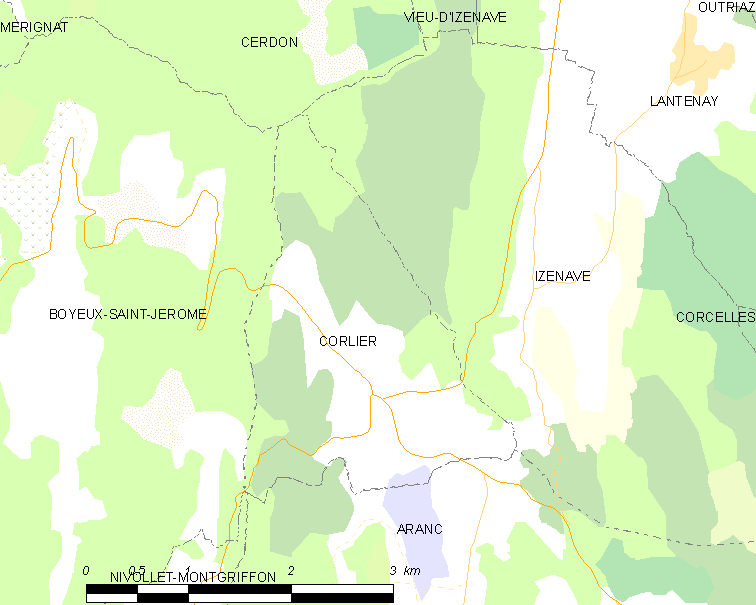
科尔利耶的OSM定位图

科尔利耶的时区为UTC+01:00、UTC+02:00（夏令时）。

## 行政
科尔利耶的邮政编码为01110，INSEE市镇编码为01121。

## 政治
科尔利耶所属的省级选区为普拉托多特维尔县。

## 人口

1962-2008年间科尔利耶人口变化图示

科尔利耶于2022年1月1日时的人口数量为116人。